# Símbolos de Málaga
Los símbolos municipales de la ciudad de Málaga (España) están regulados por el Ayuntamiento de la ciudad.

## Escudo

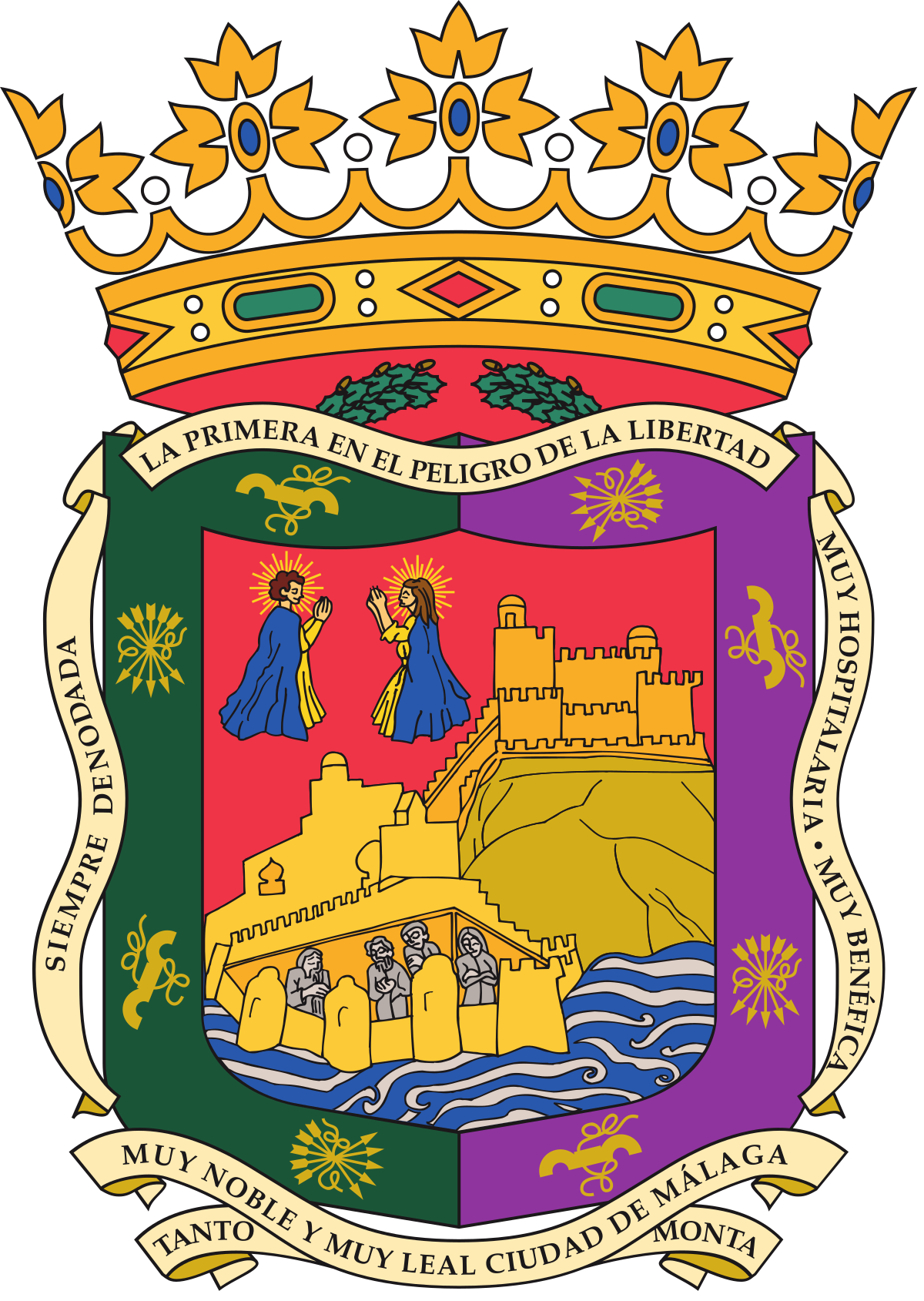
Diseño heráldico del escudo de la ciudad de Málaga.

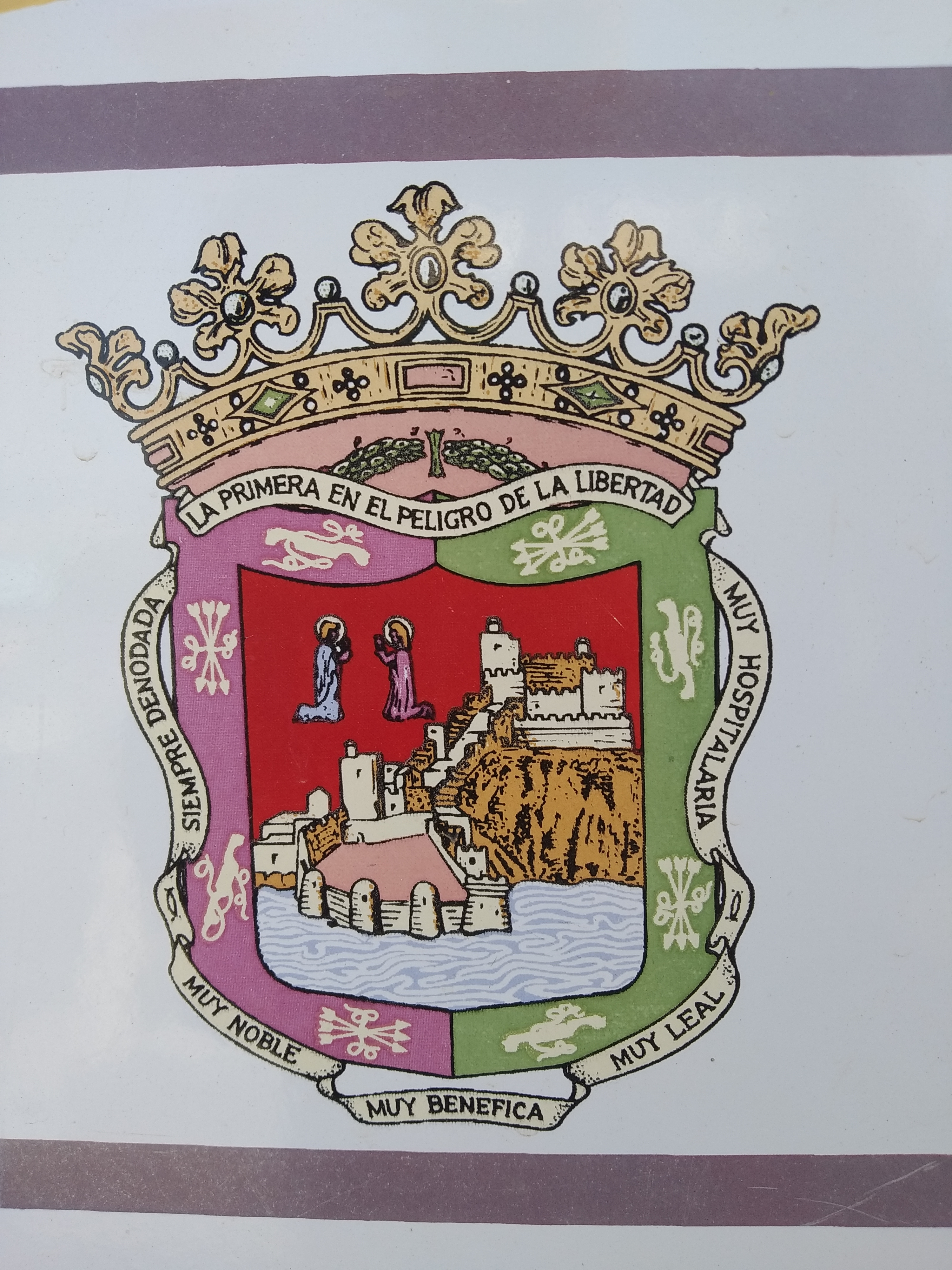

El escudo de la ciudad fue creado por Real Cédula de los Reyes Católicos el 30 de agosto de 1494. Posee la siguiente descripción heráldica: 
En campo de gules (rojo), unas peñas cimadas de una villa acompañada de un puerto en lo bajo, al natural, todo sobre ondas de mar de plata y azur; en cantón diestro de jefe, los patronos afrontados, al natural, con resplandores de oro, con manto de azur y túnica de oro, así como el sobrecuello de Santa Paula. Bordura partida de sínople (verde) y púrpura, cargada con cuatro haces de cinco flechas empuñadas por un yugo todo ello de plata y un ramo del mismo metal (color), alternados.
El timbre, corona real española, abierta y sin diademas que es un círculo de oro, engastado de piedras preciosas, compuesto de ocho florones de hojas de acanto, visibles cinco, interpoladas de perlas. Además, la corona real tiene esa forma al igual que la corona antigua real. Su uso se puede ver en el empleo que se daba en el siglo XVI, asimismo se emplea con bastante frecuencia en la heráldica de entidades territoriales menores, municipios y provincias y es muy semejante a la atribuida a los infantes de España.
El todo rodeado de una cinta cargada con el lema «"La primera en el peligro de la Libertad, la muy Noble, muy Leal, muy Hospitalaria, muy Benéfica y siempre Denodada Ciudad de Málaga"» escrito en letras de sable (negro).
Texto de la Real Cédula de 30 de agosto de 1494, por la que se adopta el escudo de la ciudad de Málaga:

“La forma de la mesma ciudad e fortaleza de Gibralfaro con el corral de los captivos en campo colorado; e por reverencia de los bienaventurados dos mártires, San Ciriaco e Santa Paula, que en dicha ciudad fueron martirizados, mandamos poner su imagen de cada uno de ellos en par en las Torres de Gibralfaro; e por la onrra del puerto, le damos las ondas de la mar; e por orladura de las dichas armas, nuestras divisas que es el Yugo y las Flechas”.

### Simbología
La villa y las peñas del escudo representan la ciudad de Málaga y el monte Gibralfaro. Los patrones de la ciudad de Málaga, conocidos como "los martiricos", son San Ciriaco y Santa Paula.
La corona real abierta es la forma que tenía la antigua corona real, usada hasta el siglo XVI, se emplea con mucha frecuencia en la heráldica de entidades territoriales menores, municipios y provincias y es muy semejante a la atribuida a los infantes de España.

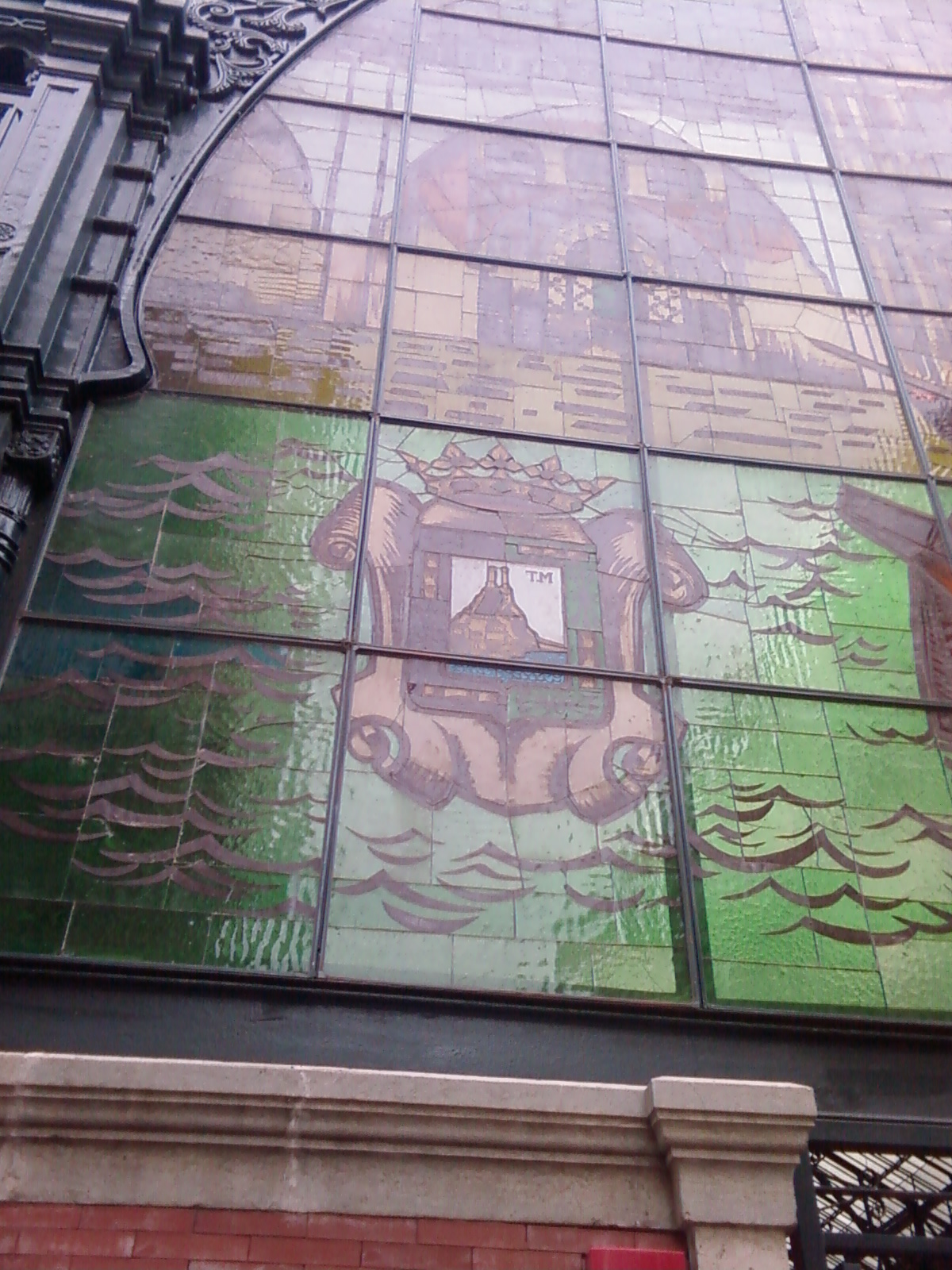
Escudo de la ciudad en un lateral de la vidriera del ventanal del Mercado de Atarazanas.
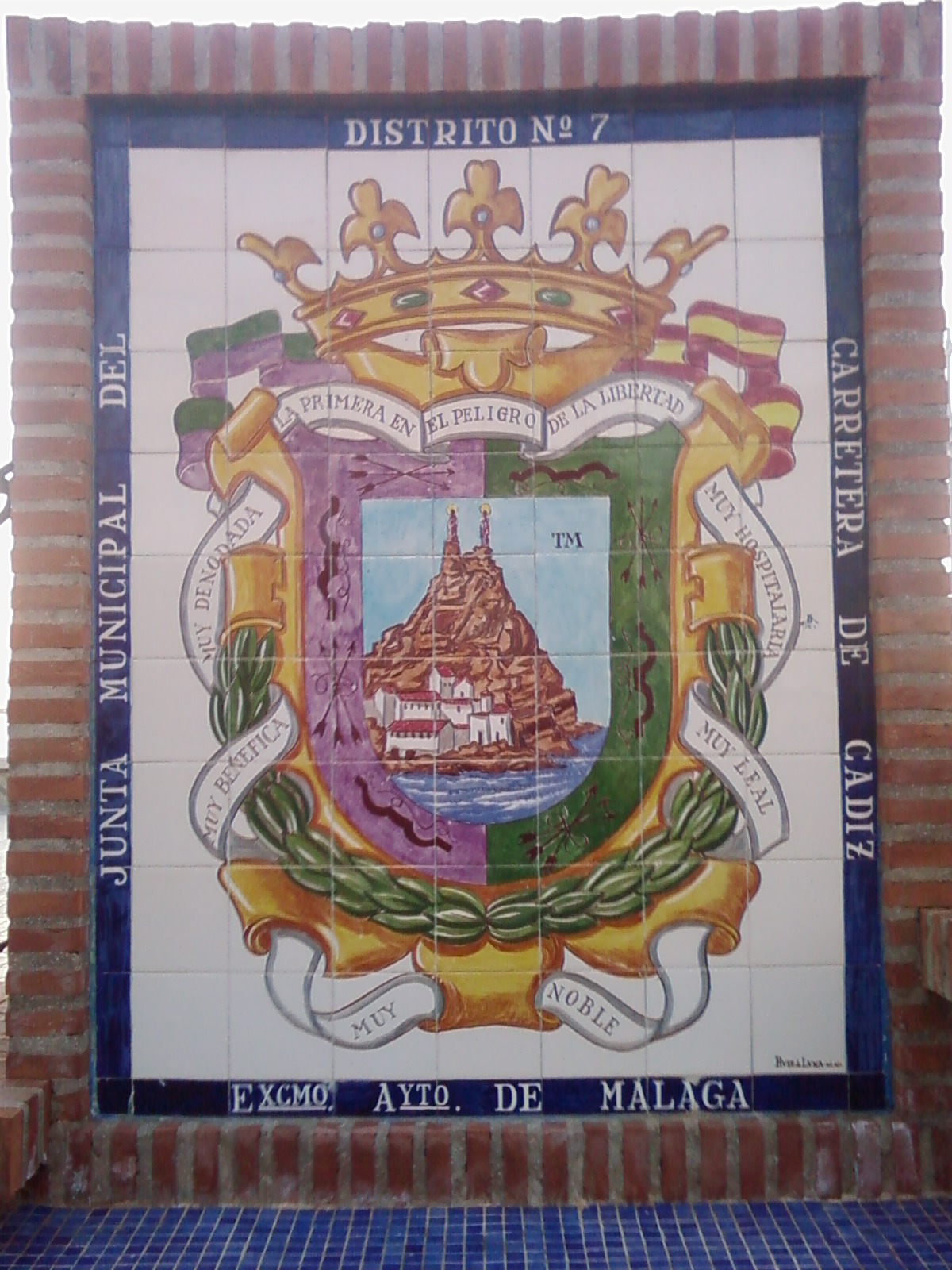
Escudo de la ciudad sobre azulejos en Huelin.
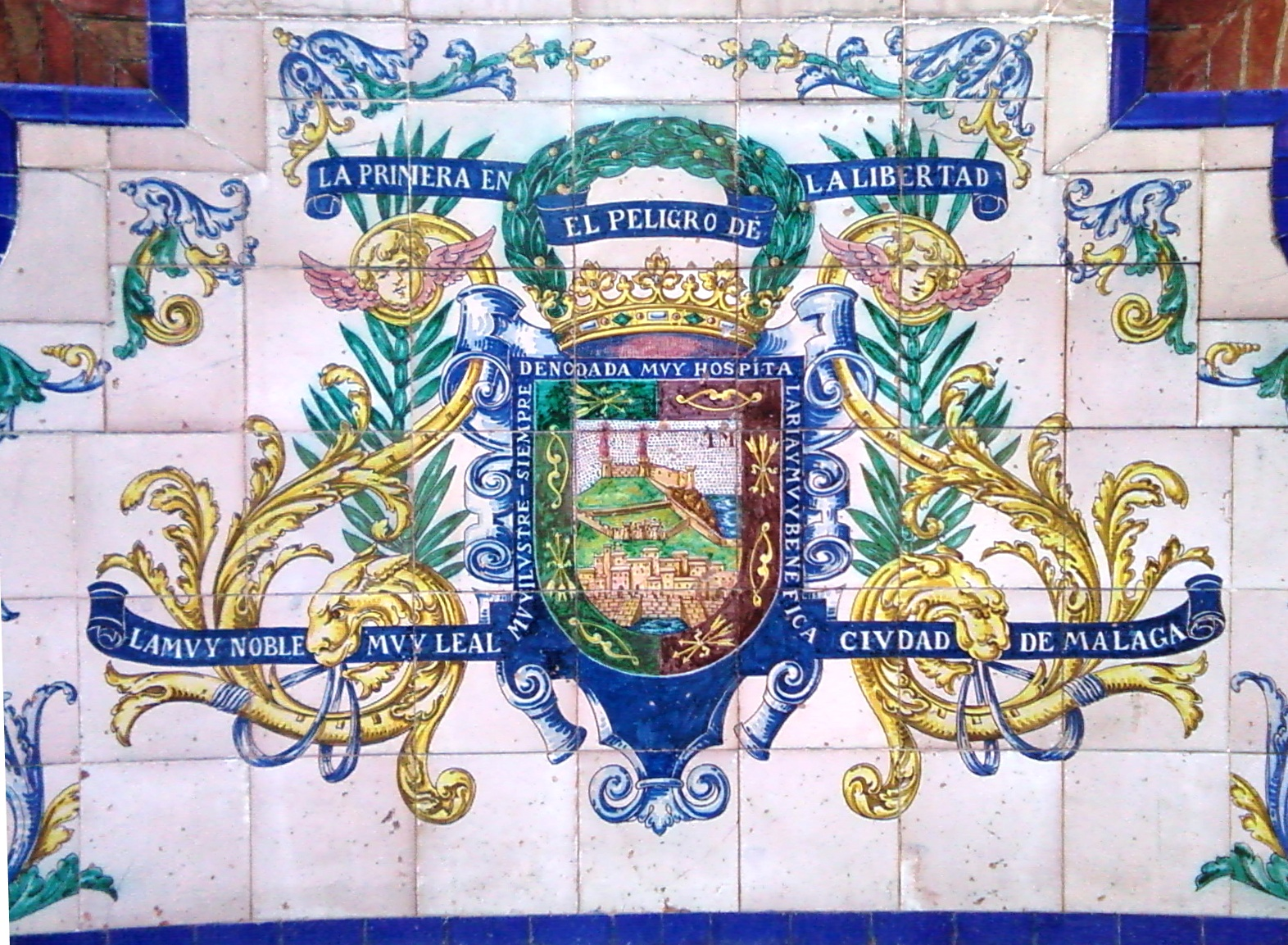
Escudo de la ciudad sobre azulejos en el Parque de Málaga.
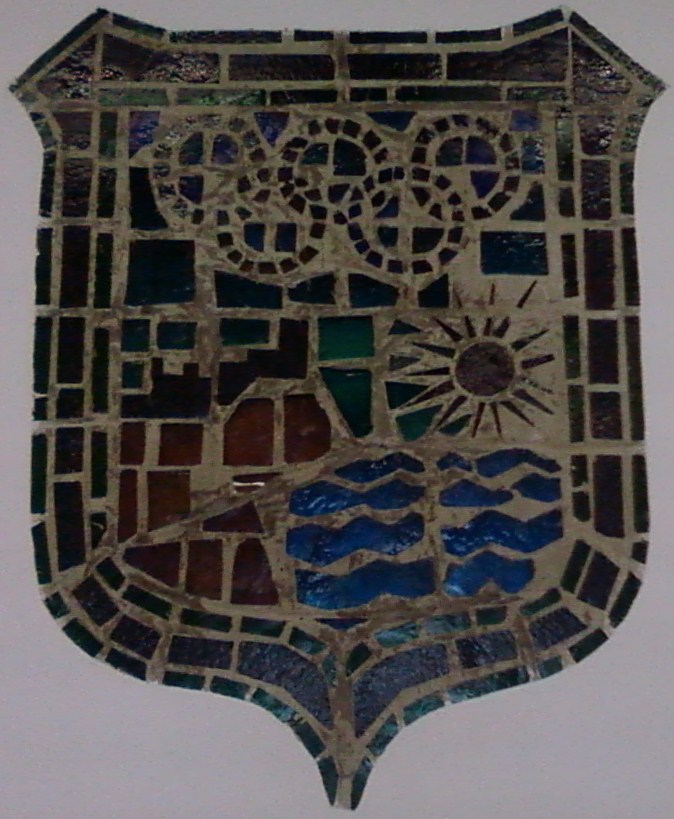
Escudo abstracto de la ciudad en mosaico-vidriera en la Escuela Oficial de Idiomas.
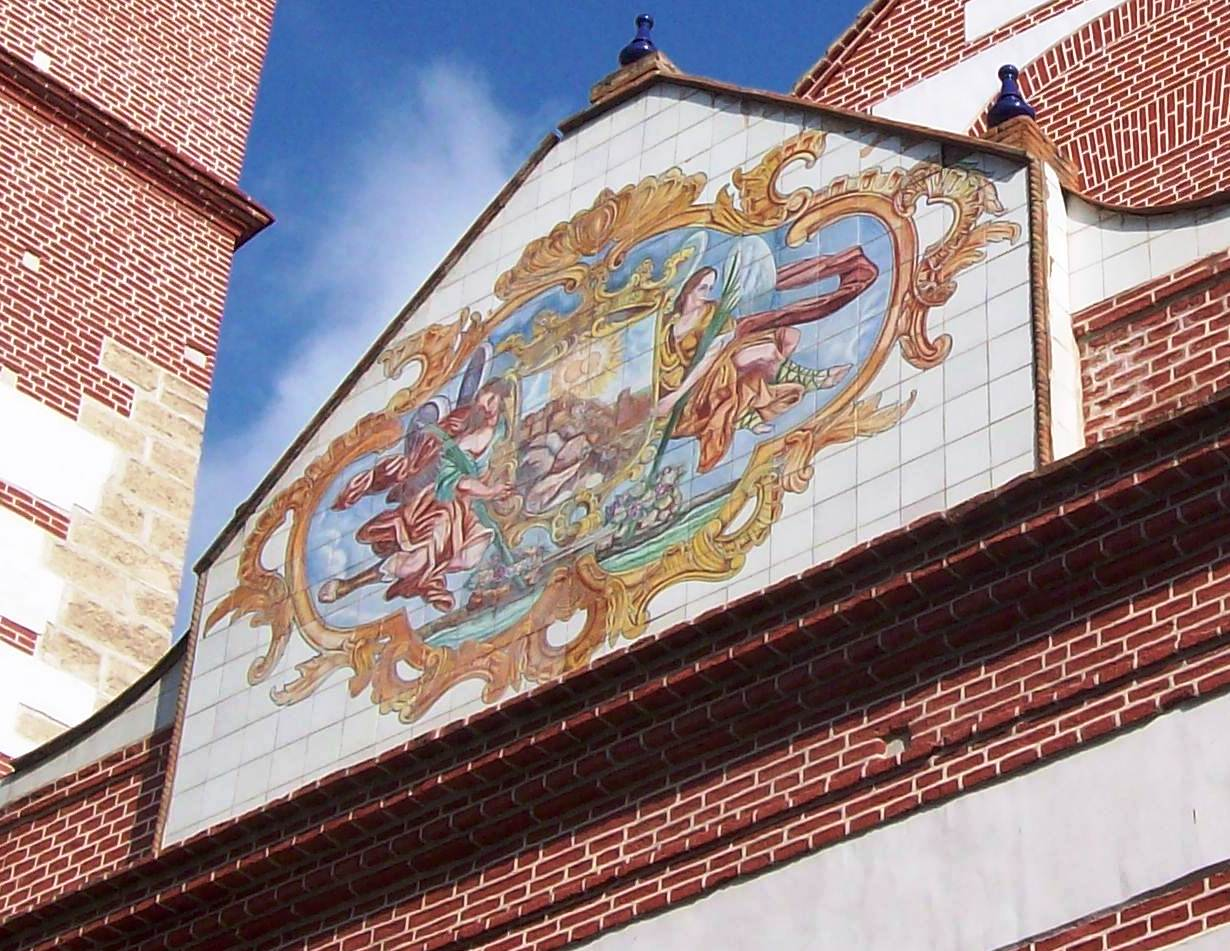
Escudo de la ciudad sobre azulejos en la Iglesia de los Santos Mártires.
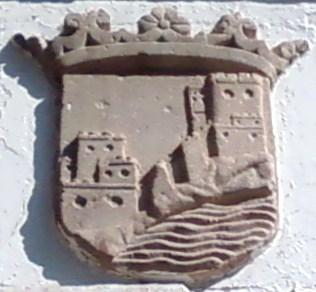
Escudo de la ciudad tallado en piedra en la Fuente de Reding.
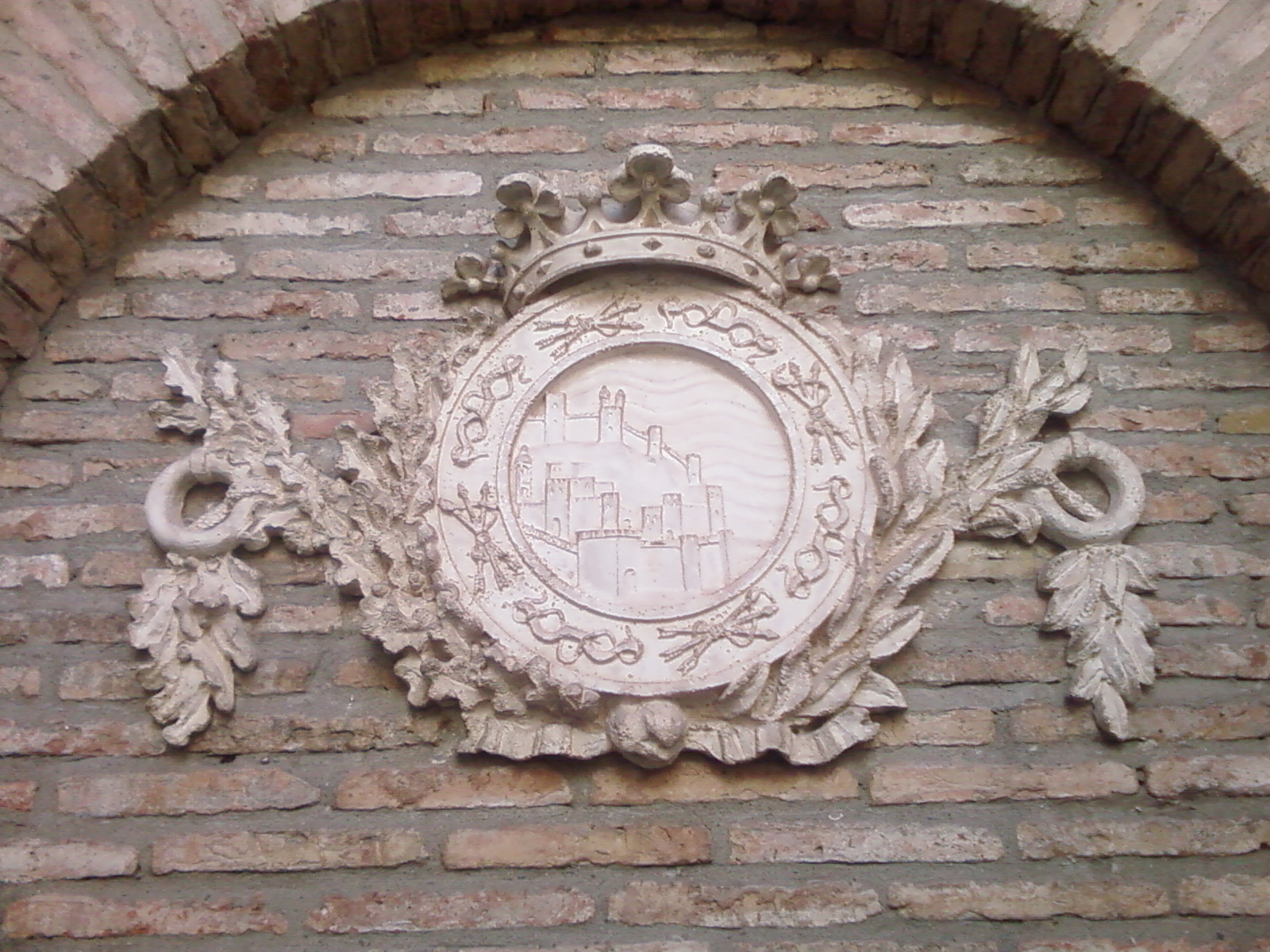
Escudo de la ciudad realizado en yeso en el patio del Museo de Artes y Costumbres Populares.

### Lema
El lema y títulos otorgados a Málaga son:
En los documentos de los Reyes Católicos se le da ya a Málaga el título de "muy Noble". Fue concedido en 1492, cuando se determinó que, dada la alcurnia y nobleza de la mayor parte de los nuevos pobladores, figuraría este título en todos los documentos oficiales. 
Felipe IV en 1640 le concedió el título de "muy Leal", por los servicios prestados por la ciudad y en especial por las grandes cantidades de dinero aportadas a la Corona.
El título de "muy Ilustre" fue concedido en 1710 en nombre de Felipe V por los servicios prestados a la Corona por la ciudad durante la Guerra de Sucesión.
"Siempre Denonada" y por cimera de su escudo de armas una corona cívica y la divisa "La primera en el peligro de la libertad" fueron concedidas por Real Decreto de 21 de agosto de 1843, con motivo de las luchas que provocaron la caída del General Espartero.
El título de "muy Hospitalaria" se concedió por Real Decreto de 1 de enero de 1901 por la noble y abnegada conducta del pueblo malagueño con motivo del naufragio de la fragata de guerra alemana Gneisenau.
Y ya en 1922 y en prueba del real aprecio a la ciudad, por la caritativa ayuda prestada a los soldados del Ejército de África y sostenimiento de un hospital para los mismos, se concedió a Málaga el título de "muy Benéfica".

### Escudo Simplificado
A partir del año 2005, el Ayuntamiento optó por representarse a través de un emblema a partir del escudo simplificado, buscando una mayor funcionalidad y adaptarse más a las nuevas tendencias en diseño gráfico. Ambos símbolos coexisten, pudiendo encontrar indistintamente el escudo o el emblema en base al tipo de evento o publicación en el que se represente. 
Características
- Tipografía corporativa - Familia Franklin Gothic
- Color corporativo - Azul Pantone 308

## Bandera
El pendón o la bandera de Málaga está dividida verticalmente en dos partes iguales, púrpura al asta y verde al batiente, con el escudo de armas en el centro. Fue otorgado por los Reyes Católicos tras la toma de la ciudad en el siglo XV.

El 20 de diciembre de 1495, los Reyes Católicos otorgan a partir de una Real Cédula de los Reyes Católicos las Ordenanzas «...para el buen régimen y gobierno de esta Ciudad», en la cual se dicta:
«Otrosy hordenamos e mandamos que aya pendon pintado con las armas del Conçejo que nos les dieramos el qual lleve quando fuere menester de salir el pendon con la gente de la çibdad el alguacil mayor».
Sin embargo, aunque da la primera noticia del pendón, no indica nada sobre su forma y colores y sólo indica que tenía pintadas las armas del Concejo. Un siglo después, acuerdos existentes en las Actas Capitulares nos dan a conocer cuáles eran estos colores.

### Historia
El 14 de marzo de 1509, se acordó que el pendón nuevo de la Ciudad de color verde y pardillo, se encomendara al jurado Luis de Monterroso y asistiese con él donde la Ciudad le ordenase.
El segundo, de 17 de agosto de 1520, dice: «En el Cabildo entró Pedro de Villamar e su hijo don Bernardino de Madrid e entregó en el dicho Cabildo el pendón de la ciudad que es de damasco verde y pardillo con flecaduras de seda de los mismos colores con las armas de la ciudad doradas».
Otra Real Cédula de Carlos V, fechada el 6 de noviembre de 1527, nos prueba la existencia de la mencionada enseña. En la cual, «atendiendo a que los vecinos de Málaga no se reúnen con la debida diligencia en los casos de guerra por no precederle su pendón, se ordena al alférez mayor Don Francisco de Guzmán, en cuyo poder obra aquél venga a residir a la ciudad, y de no hacerlo así haga entrega del pendón, que será guardado en la casa del concejo sacándolo cuando necesario fuere el alguacil mayor».
Medina Conde, en sus «Conversaciones Históricas Malagueñas» de 1792 lo describe de la siguiente manera: «...la orladura del yugo y flechas doradas en campo verde la mitad y la otra mitad morado...».
El escudo de la ciudad tiene el yugo a la izquierda, donde está el color morado, y las flechas a la derecha, donde el verde. El límite de estos colores estaría en el centro, y ellos constituirían los del pendón o bandera. 
El pendón debe utilizarse en todos aquellos actos en que aquella estuviese presente; en la actualidad, con algunas modificaciones, aún se mantiene. La Real Cédula establece el cargo institucional que debía portarlo, recayendo esta dignidad en el Alguacil Mayor. Con posterioridad, este cometido pasaría al Alférez Mayor, lo que ocasionó más de un problema, puesto que esta era una autoridad que no residía en la ciudad. En la actualidad, es el concejal más joven del Ayuntamiento de Málaga el encargado de llevarlo en todos los actos ceremoniales.

### Símbolos utilizados por el Ayuntamiento de Málaga

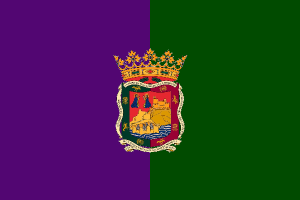
Bandera de Málaga con el diseño de escudo utilizado por el Ayuntamiento

## Otros símbolos

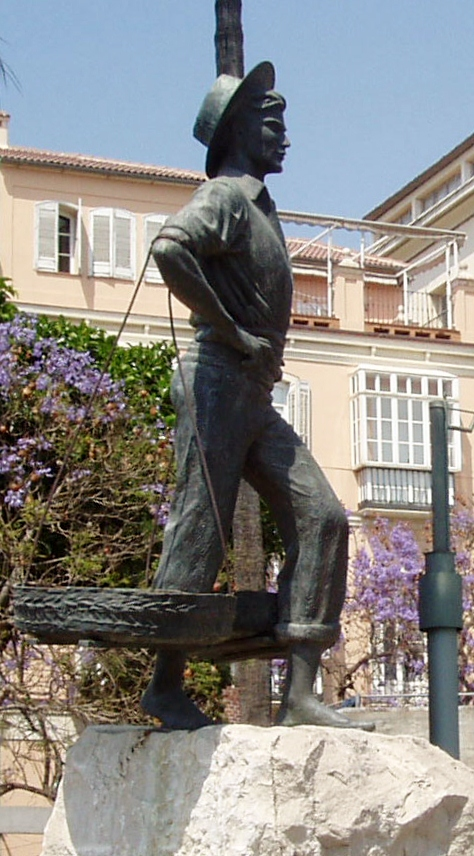
Estatua de El Cenachero, por Jaime Fernández Pimentel.

Los patronos de Málaga son los mártires Ciriaco y Paula y la Virgen de la Victoria. Los primeros, según la leyenda, eran dos jóvenes que vivieron a finales del siglo III y que, con motivo de la décima persecución contra los cristianos, decretada por el emperador Diocleciano, fueron detenidos y obligados a prestar sacrificios a las divinidades romanas. Ciriaco y Paula se negaron a realizar aquel culto pagano, puesto que este suponía renegar públicamente de su condición de cristianos y por ello, fueron condenados a muerte, lapidados en 18 de junio del 303, según la tradición, a la vera del Guadalmedina, en el lugar hoy denominado Martiricos.
Tras la conquista, el rey Fernando el Católico entregó a Málaga la imagen de la Virgen de la Victoria, talla de origen alemán regalada por el emperador Maximiliano I al monarca castellano, que desde entonces es la patrona de la ciudad. Sobre el lugar donde estaba situado el campamento castellano se fundó la Basílica de la Victoria, donde se guarda la imagen. Su día de celebración es el 8 de septiembre, fiesta local.
El emblema que popular y turístico que caracteriza a Málaga es la estatua de El Cenachero, realizada por el escultor Jaime Fernández Pimentel en 1968, se encuentra en la Plaza de la Marina. Representa al desaparecido oficio popular malagueño de cenachero, vendedor callejero de pescado que mantiene el equilibrio entre sus dos platillos de cenachos. 
La flor que simboliza a Málaga es la biznaga. El biznaguero es otro personaje popular que se dedica a vender biznagas en la calle, siendo así inmortalizado en otra escultura de Jaime Fernández Pimentel situada en los Jardines de Pedro Luis Alonso.

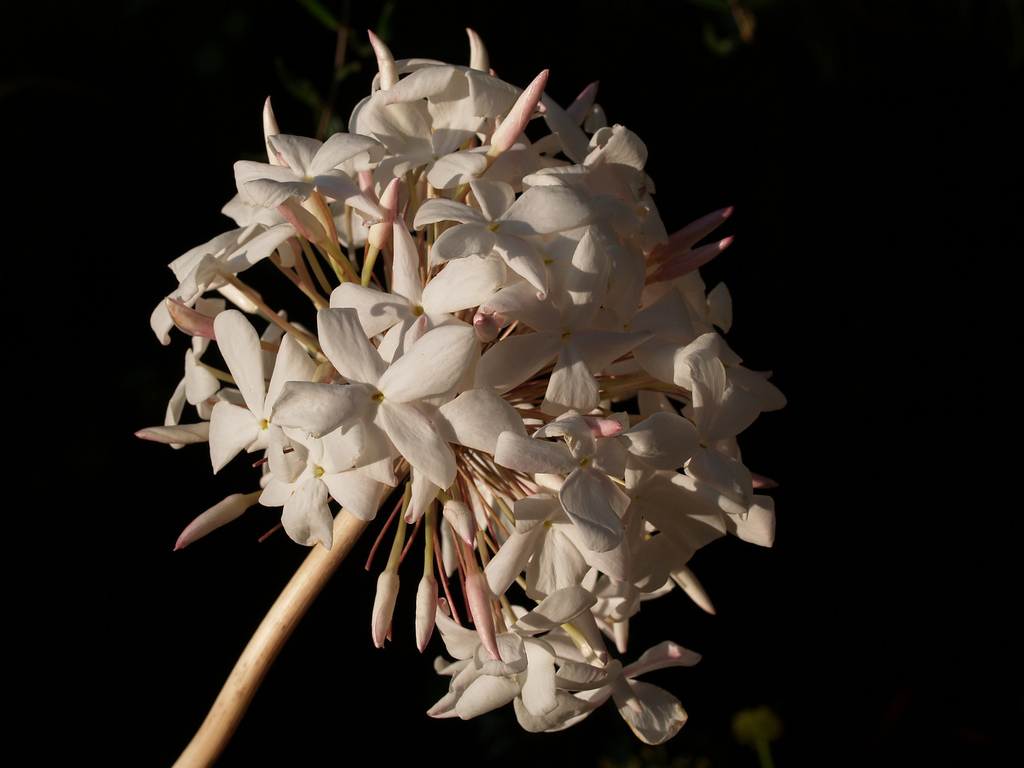
Biznaga.

Otro símbolo popular es el boquerón, el pescado típico de la ciudad, debido a ello a los malagueños se les conoce popularmente como boquerones. Este es muy representando, siendo visible, por ejemplo en el Palacio de Ferias y Congresos o en la parte trasera del cuello de la equipación del Málaga Club de Fútbol, y fue la antigua mosca del Canal Málaga. Este forma parte fundamental del plato representativo de Málaga, el pescaíto frito.
La Farola es otro icono de la ciudad. Se encontraba a la entrada del puerto antes de la ampliación de este. Da nombre al paseo marítimo adyacente. Se suele decir que es el único faro de nombre femenino, ya que todos el resto de los faros en España son llamados faros, no como La Farola que es única de Málaga.
La Cerveza Victoria, fabricada en Málaga desde 1928 es así mismo una de las fábricas más reconocidas en la ciudad y ha patrocinado tradicionalmente gran cantidad de eventos populares en Málaga. Se autodenomina malagueña y exquisita. Su símbolo, el Gordo de la Cerveza Victoria es muy popular, un orondo hombre calvo, de traje y corbata, sentado en una mesa en la que hay encima una cerveza, y se seca el sudor con un pañuelo.
Otros símbolos de la ciudad de Málaga son: Cristo Cautivo, del barrio de la Trinidad que data del siglo XX y la Esperanza del vecino barrio de El Perchel que data del siglo XVII, conocidos como los señores de Málaga.